# محمود اغا الزيباري
محمود آغا زيباري (1881-1979)، بالكردية (مەحمود ئاغای زێباری)، محمود بن محمد بن مصطفى آغا زيباري، ولد في عام 1880م، في قضاء زيبار، ولاية الموصل. ولقد عاش محمود آغا معظم حياته في قريتي الباني والنباخي.

## حياته
نشأت لديه المشاعر الوطنية في شبابه، ووقف ضد ظلم الغزاة وهزم الحاكم البريطاني الكابتن سكوت والسيد بيل في بادينان. وفي عام 1919م، بدأ في قيادة الثورة ضد تواجد الإنجليز في بادينان في منطقة عقرة وزيبار، وتمكن بدعم من أفراد قبيلتهِ من الظهور كرمز لقبيلة زيبار في التاريخ. جميع العائلات الكبيرة لها دستورها وقواعدها الخاصة، وكان محمود آغا يعتبر دائمًا أمته وقبيلته بمثابة عائلته، وفي ثقافته كان الفقراء والأغنياء متساوين. وبعد وفاة فارس آغا عام 1941، أصبح محمود آغا زعيماً لقبيلة الزيباري، وفي عام 1946، أثناء فترة حكم المملكة العراقية، أصبح محمود آغا عضواً مجلس النواب العراقي، ونفذ العديد من المشاريع الخدمية بناءً على طلبه، وكان التنفيذ في عقرة. لقد سجل محمود آغا عدة ثورات طوال حياته، منها ثورة بيركابرة واغتيال الحكام البريطانيين، وثورة شاكليز في شرق كردستان في الحرب بين شكاك وعجم الذي قتل زعيم العجم كازو عام 1920، و ثورة (شيفا هرجي) مع بارزاني الخالد. توفي محمود آغا في الموصل في 10 آذار 1975 عن عمر يناهز 95 عاماً، ودفن في مقبرة عقرة دون حضور عائلته وعشيرته.
إن محمود آغا زيباري هو والد هوشيار زيباري وحمائل خان زيباري (زوجة ملا مصطفى بارزاني)
1. ↑  أحمد، محمود رزوق (1 يناير 2014). الحركة الكردية في العراق. Al Manhal. ISBN:9796500144917. مؤرشف من الأصل في 2023-08-22.
2. ↑  www.rudawarabia.net https://web.archive.org/web/20231002084228/https://www.rudawarabia.net/arabic/opinion/13012022. مؤرشف من الأصل في 2023-10-02. اطلع عليه بتاريخ 2023-08-22. {{استشهاد ويب}}: الوسيط |title= غير موجود أو فارغ (مساعدة)